# اچ‌ام‌اس ئی۱۰
اچ‌ام‌اس ئی۱۰ (به انگلیسی: HMS E10) یک زیردریایی بود که طول آن ۱۸۱ فوت (۵۵ متر) بود. این زیردریایی در سال ۱۹۱۳ ساخته شد.